# Erich Ludendorff

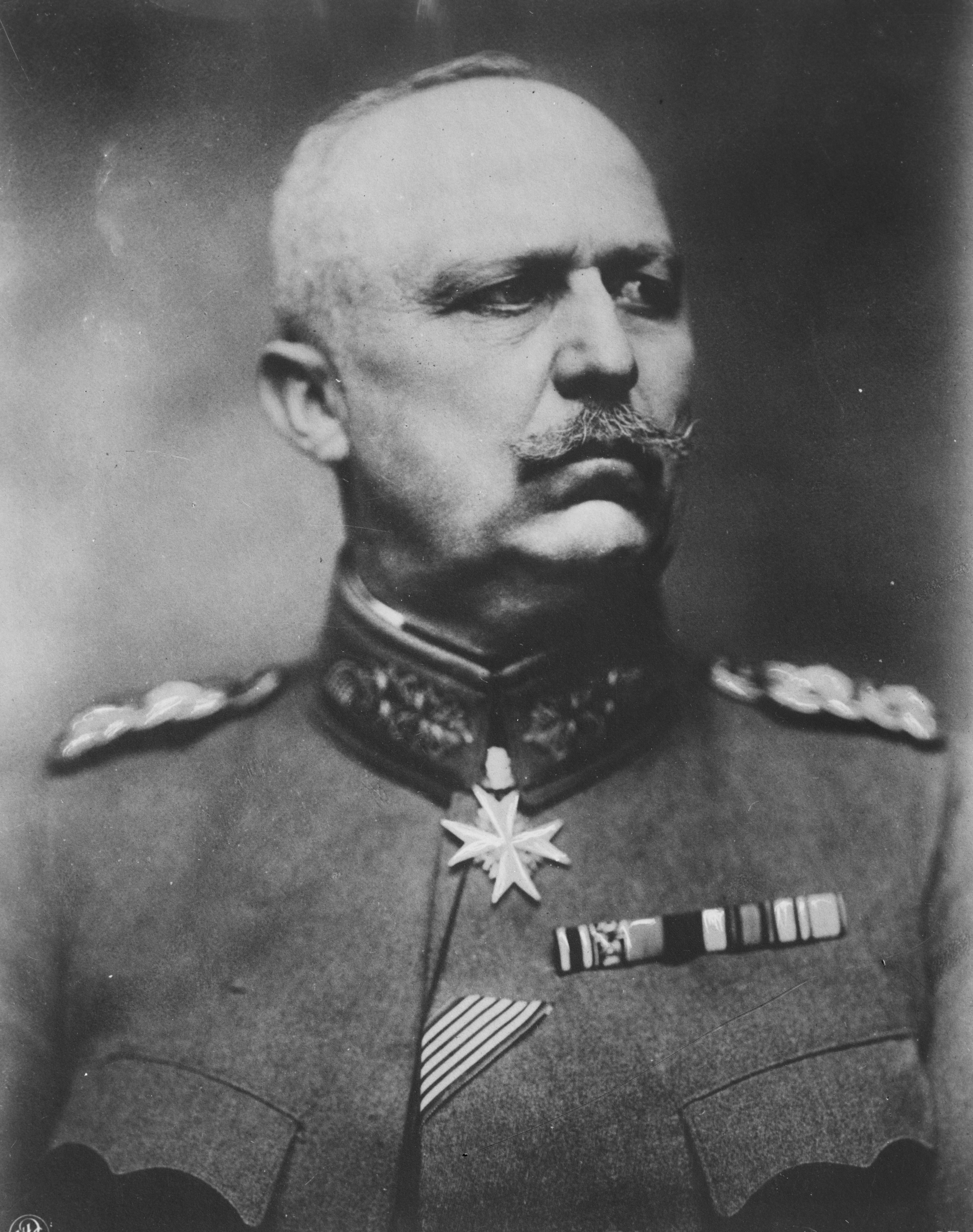
Erich Ludendorff

Erich Friedrich Wilhelm Ludendorff (* 9. April 1865 in Kruszewnia bei Schwersenz, Provinz Posen; † 20. Dezember 1937 in München) war ein deutscher General der Infanterie und Politiker. Im Ersten Weltkrieg hatte er als Erster Generalquartiermeister und Stellvertreter Paul von Hindenburgs, des Chefs der dritten Obersten Heeresleitung (OHL), bestimmenden Einfluss auf die deutsche Kriegführung und Politik. Er verantwortete maßgeblich den Sieg in der Tannenbergschlacht sowie die gescheiterte Deutsche Frühjahrsoffensive 1918 und war einer der Väter der Dolchstoßlegende. Zur Zeit der Weimarer Republik betätigte er sich in der völkischen Bewegung, beteiligte sich 1920 am Kapp-Putsch und 1923 am Hitler-Putsch, war kurzzeitig Reichstagsabgeordneter der Deutschvölkischen Freiheitspartei und Mitbegründer des Tannenbergbunds. In einem eigenen Verlag veröffentlichte er gemeinsam mit seiner Frau Mathilde rechtsesoterische Spekulationen und Verschwörungstheorien.

## Leben

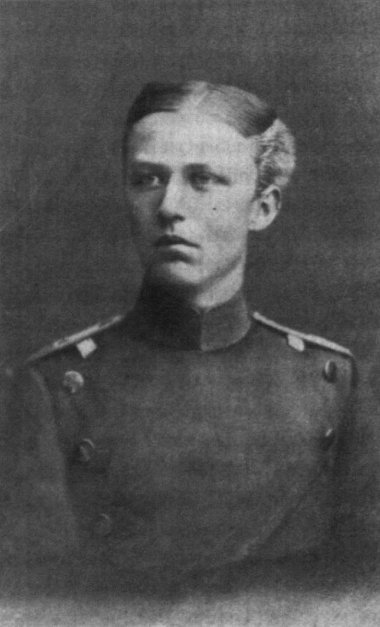
Leutnant Erich Ludendorff 1882 in Wesel

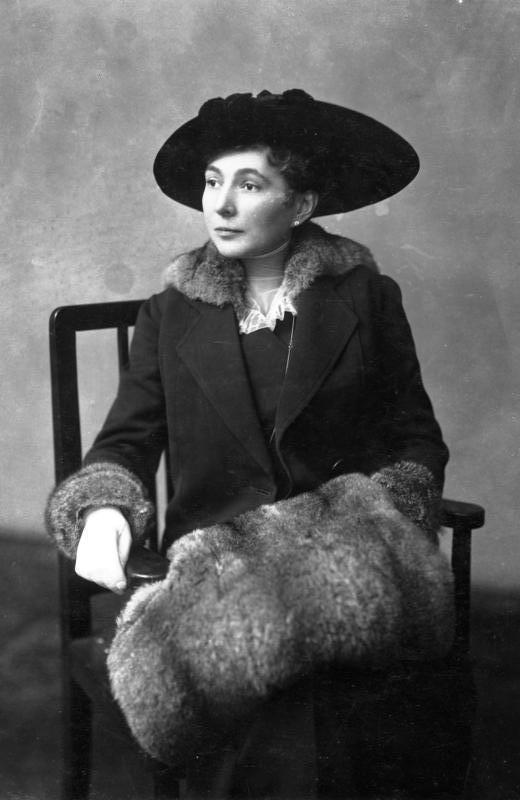
Ludendorffs erste Ehefrau Margarethe, 1915

### Familie
Ludendorff wurde als Sohn des Rittergutsbesitzers und Reserveoffiziers Wilhelm Ludendorff (1833–1905) und dessen Ehefrau Clara (1841–1914) in dem 60-Seelen-Dorf Kruszewnia in der Nähe von Schwersenz in der preußischen Provinz Posen geboren. Sein Vater entstammte einer pommerschen Kaufmannsfamilie, deren Stammbaum bis hin zu Erik XIV. von Schweden zurückverfolgt werden kann, und hatte – zu Wohlstand gekommen – von dem neuen preußischen Recht (Reguliersedikt) Gebrauch gemacht, das auch Nichtadligen den Erwerb von Gütern gestattete. Ludendorffs Vater kämpfte als Kavallerieoffizier in den deutschen Einigungskriegen (1866, 1870/1871) und bestimmte Erich für die Offizierslaufbahn. Später verkaufte der Vater das Rittergut und wurde gutdotierter Angestellter einer Versicherung.
Seine Mutter entstammte der preußischen Adelsfamilie von Tempelhoff, einer ihrer Urgroßväter war der preußische General Georg Friedrich von Tempelhoff. Sein jüngerer Bruder war der Astrophysiker Hans Ludendorff.
Ludendorff war von 1908 bis 1925 in erster Ehe verheiratet mit Margarethe Pernet geb. Schmidt (1875–1936), die vier Kinder mit in die Ehe brachte, darunter Heinz Pernet; nach der Scheidung schrieb sie ihre Memoiren. 1926 heiratete Ludendorff Mathilde von Kemnitz geb. Spieß (1877–1966), eine Ärztin seiner ersten Frau.
Ludendorffs Schwester Gertrud (1878–1973) war mit dem Richter Gustav Jahn, dem ersten Präsidenten des Reichsfinanzhofs, verheiratet.

### Anfänge im Militär
Ludendorff schlug nach seinem Schulabschluss eine Karriere als Berufsoffizier bei der preußischen Armee ein. Nach seiner Ausbildung im Kadettenvorkorps Plön und der Hauptkadettenanstalt in Groß-Lichterfelde in den Jahren 1877 bis 1882 kam Erich Ludendorff 1882 als junger Leutnant zum 8. Westfälischen Infanterie-Regiment Nr. 57 nach Wesel. 1887 wurde er zum Seebataillon der Kaiserlichen Marine versetzt und diente unter anderem auf den Schiffen Niobe, Baden und Kaiser. Während dieser Zeit besuchte er Skandinavien und die Britischen Inseln.

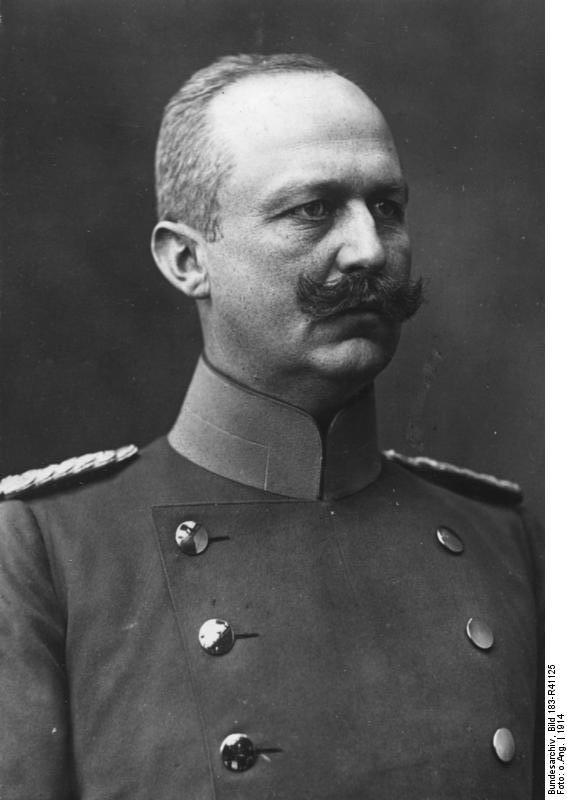
Erich Ludendorff als Major, nach 1902

### Aufstieg in der Armee
1890 wurde Ludendorff für die dreijährige Generalstabsausbildung zur Kriegsakademie nach Berlin abkommandiert. In dieser Zeit galten seine Interessen Russland und der russischen Sprache. Nachdem er sich umfassende Sprachkenntnisse angeeignet hatte, erhielt er Gelegenheit, diese während eines dreimonatigen Sonderurlaubs in Sankt Petersburg und Moskau zu vertiefen. Nach seiner Rückkehr erfolgte die Ernennung zum Generalstabsoffizier. Innerhalb der 1. (russischen) Abteilung des Großen Generalstabs bearbeitete er als Referent die Staaten Osteuropas und Asiens mit Ausnahme Russlands. Nach Ablauf der einjährigen Probezeit wurde er im März 1895 zum Hauptmann befördert. Im Frühjahr 1896 wurde Ludendorff als Zweiter Generalstabsoffizier (Ib) in den Generalstab des IV. Armee-Korps in Magdeburg versetzt. 1898 wurde er Kompaniechef im Infanterie-Regiment „von der Marwitz“ (8. Pommersches) Nr. 61. 1901 erfolgte die Versetzung als Erster Generalstabsoffizier (Ia) in den Stab der 9. Division nach Glogau. Im selben Jahr wurde er zum Major befördert und 1902 als Ia in den Stab des übergeordneten V. Armee-Korps in Posen versetzt.
1904 erfolgte dann die von Ludendorff favorisierte erneute Kommandierung als Sektionschef in die Aufmarschabteilung (2. Abteilung) des Großen Generalstabs. Hier stand er bis 1906 der 1. (deutschen) Sektion vor, die die Fragen des deutschen Heeres behandelte. In dieser Zeit wurde er mit den Grundzügen des Schlieffen-Plans vertraut gemacht. Dem Laufbahnrecht gemäß unterbrach er 1906 seine Tätigkeit im Großen Generalstab, um Dozent an der Kriegsakademie zu werden, wo er Taktik und Kriegsgeschichte lehrte. Im April 1908 wurde Ludendorff dann Leiter der 2. Abteilung im Großen Generalstab, der größten und wichtigsten. Zu seinen Aufgaben gehörte es, den Aufmarsch der deutschen Armee im Falle eines Krieges vorzubereiten. Als wichtiger Gehilfe des Generalstabschefs Moltke war Ludendorff entscheidend an der Überarbeitung des Schlieffen-Plans beteiligt, vor allem hinsichtlich des sogenannten Handstreichs auf Lüttich. Er wirkte auch entschieden auf die Verabschiedung der Wehrvorlage von 1913 hin, der bis dahin größten Heeresvergrößerung im Kaiserreich. 1908 wurde Ludendorff zum Oberstleutnant und 1911 zum Oberst befördert. Im Jahr 1912 wurde er als Kommandeur des Niederrheinischen Füsilier-Regiments Nr. 39 nach Düsseldorf versetzt. Dies sah er selbst als eine Maßnahme an, den unermüdlichen Mahner zu entfernen, der die Vorbereitung des „unvermeidlichen“ Krieges forderte. Tatsächlich war diese Verwendung im Truppendienst aber normaler Bestandteil der Laufbahn eines Generalstabsoffiziers. Am 22. April 1914 wurde Ludendorff zum Generalmajor befördert und zum Kommandeur der  85. Infanterie-Brigade in Straßburg ernannt.

### Erster Weltkrieg
Während des Ersten Weltkriegs machte Ludendorff eine steile Karriere. Zunächst stieg er schnell in höhere Feld- und Stabsverwendungen auf und bildete schon im August 1914 ein erfolgreiches Feldherrnduo mit dem späteren Generalfeldmarschall Paul von Hindenburg. Gemeinsam mit diesem bildete er ab 1916 die Spitze der dritten Obersten Heeresleitung. Mit der Neuorganisierung des Großen Generalstabes verfolgte er das Ziel der Errichtung einer Militärdiktatur. Später wurde er nach der Entmachtung von Reichskanzler Theobald von Bethmann Hollweg 1917 tatsächlich zum eigentlichen Machthaber im Reich. Nach dem Fehlschlag der Frühjahrsoffensive 1918, auf der alle Hoffnungen für einen deutschen Sieg ruhten, verlor Ludendorff jedoch schrittweise seinen bis dahin ausgeübten Einfluss auf die deutsche Kriegsführung und wurde infolge der nun deutlichen Niederlage Deutschlands im Oktober 1918 entlassen.

#### West- und Ostfront
Gleich zu Beginn des Krieges wurde Ludendorff, gemäß seiner Mobilmachungsbestimmungen, zunächst zum Oberquartiermeister der 2. Armee ernannt. Noch in der ersten Woche des Weltkrieges und drei Tage nach dem Überfall der deutschen Truppen auf das neutrale Belgien eroberte die von Ludendorff – nach dem Tod des kommandierenden Offiziers – ad hoc übernommene 14. Infanterie-Brigade am 6. August 1914 die schwer befestigte Zitadelle in der für den Schlieffen-Plan entscheidenden Stadt Lüttich, wofür er als zweiter Soldat des Weltkrieges mit dem höchsten preußischen Orden Pour le Mérite ausgezeichnet wurde. Dieser wichtige Coup begründete den Ruf Ludendorffs als Held von Lüttich.
Am 22. August 1914 wurde Ludendorff überraschend zum Chef des Stabs der 8. Armee nach Ostpreußen berufen. Die Ostfront des Reiches war gegen eine russische Übermacht in eine schwierige Lage geraten: russische Truppen standen bis zu 10 Kilometer auf ostpreußischem Gebiet. Ludendorff schien sowohl aufgrund seiner Vorerfahrungen als Militärbeobachter in Russland als auch aufgrund seiner Erfolge an der Westfront für diese Aufgabe prädestiniert. Als Stabschef des späteren Reichspräsidenten Hindenburg war er als strategischer Kopf an den Siegen in der Tannenbergschlacht und der Masurenschlacht gegen die russischen Truppen maßgeblich beteiligt. Nach den Kämpfen um Lodz wurde Ludendorff zum Generalleutnant befördert. Während der folgenden Kriegsjahre war Ludendorff weiterhin als Stabschef beim inzwischen zum Generalfeldmarschall und Oberbefehlshaber Ost (OB Ost) aufgestiegenen Hindenburg eingesetzt. Aufgrund der Ballung von militärischen Kräften an der Westfront (Verdun) war die Ostfront – wo Ludendorff und Hindenburg überdies auch in Konkurrenz zur nominell der k.u.k-Heeresleitung, indirekt damit jedoch der OHL selbst unterstellten, Heeresgruppe Mackensen agieren mussten – jedoch nachrangig. Dadurch galt Ludendorffs Arbeit ab 1915 überwiegend der Etablierung des Militärstaates Ober Ost als ein Musterbeispiels besatzungspolitischer „deutscher Arbeit“ im Osten.

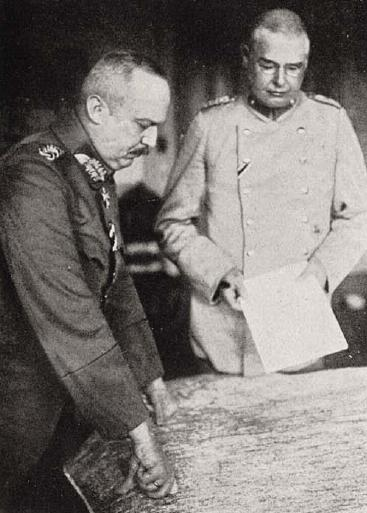
Ludendorff mit seinem Mitarbeiter Oberst Max Hoffmann, ca. 1915/1916

Ludendorffs Zeit an der Ostfront wurde aber auch mitbestimmt von dem schwelenden Konflikt mit dem Chef des Großen Generalstabes Erich von Falkenhayn. Bereits im Winter 1914/1915 hatte Ludendorff, unterstützt von seinem Mentor Moltke, die Ablösung Falkenhayns als Chef des Generalstabs betrieben. Zu dieser Zeit jedoch noch erfolglos, denn Falkenhayn wehrte sich, indem er Ludendorff im Januar 1915 als Stabschef zur neuaufgestellten Südarmee und damit weg von Hindenburg versetzte, was allerdings nach kurzer Zeit auf Intervention Hindenburgs bei Kaiser Wilhelm II. rückgängig gemacht wurde. Im Sommer 1915 prallten die Meinungen erneut aufeinander, als Ludendorff nach erfolgreichen Operationen gegen die russische Armee in Polen die Chance zu einer möglicherweise kriegsentscheidenden Zangenoperation gekommen sah. Falkenhayn sperrte sich mit Rücksicht auf die Westfront erfolgreich dagegen und erreichte eine weitreichende Beschneidung von Ober Ost, indem aus Teilen der diesem unterstehenden Truppen eine „Heeresgruppe Prinz Leopold“ unter direkter Kontrolle der OHL geschaffen wurde. Auch wurde das Gebiet unter der Verwaltung von Ober Ost mit der Schaffung des Generalgouvernements Warschau wesentlich verkleinert. Eine Gelegenheit zur Entmachtung Falkenhayns bot sich erst wieder, als dessen Ermattungsstrategie in der Schlacht um Verdun aufgrund der alliierten Offensiven des Sommers 1916 zu scheitern drohte. Unter dem Druck der Brussilow-Offensive musste Falkenhayn zunächst der Ernennung Hindenburgs zum Oberbefehlshaber über alle deutschen Streitkräfte im Osten zustimmen. Den letzten Ausschlag gab schließlich der Kriegseintritt Rumäniens Ende August 1916, der Falkenhayn überraschend traf und bei ihm zu deutlicher Resignation führte.

#### Dritte Oberste Heeresleitung

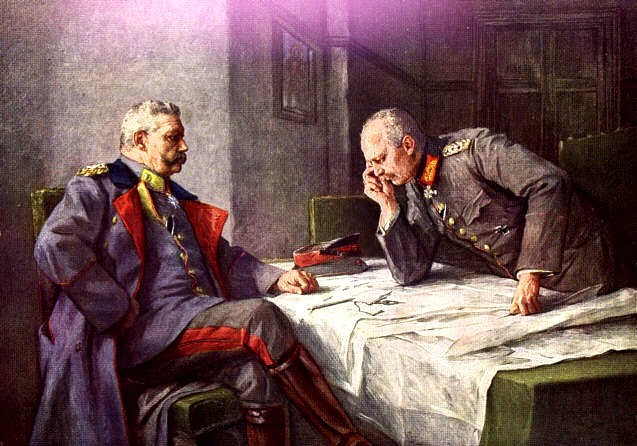
Propagandistische Darstellung von Hindenburg und Ludendorff (Hugo Vogel)

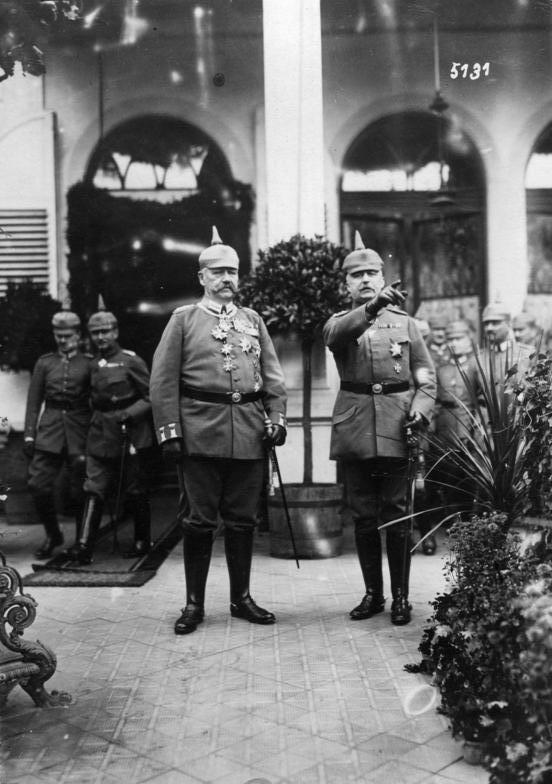
Hindenburg und Ludendorff im Großen Hauptquartier in Bad Kreuznach 1917

Nach der Entlassung Erich von Falkenhayns als Chef des Generalstabes und Kopf der Zweiten Obersten Heeresleitung am 29. August 1916, die Ludendorff betrieben hatte, stieg dieser selbst zum General der Infanterie und Stellvertreter Hindenburgs, und damit als Chef der nunmehr Dritten Obersten Heeresleitung zum eigentlichen Kopf der deutschen Kriegsführung auf. Das war ein wichtiger Schritt zur Festigung seiner angestrebten Machtposition und der damit verbundenen Neuausrichtung der Kriegsführung. Der Große Generalstab wurde ersetzt durch die Oberste Heeresleitung. Personelle Neubesetzung in einzelnen Führungspositionen, veränderte Strukturen und eine noch stärkere Konzentration von Macht in der Hand von Ludendorff waren die Folge. Während Hindenburg für die Öffentlichkeitsarbeit zuständig war, zog eigentlich Ludendorff nunmehr die Fäden. Als besondere Dienststellung wurde für ihn eigens die Position eines Ersten Generalquartiermeisters geschaffen, um diesen faktisch gleichberechtigt neben Hindenburg zu stellen. Als vermeintlich einzige Hoffnungsträger in der bereits verfahrenen Situation des Kriegsverlaufs hatten beide damit eine nahezu unangreifbare Machtstellung und übten eine faktische Militärdiktatur aus, neben der sowohl die Stellung Kaiser Wilhelms II. als auch die des Reichskanzlers Theobald von Bethmann Hollweg verblasste. Innerhalb der OHL, so der Historiker Erich Eyck, fiel Ludendorff aufgrund seiner überlegenen rhetorischen Fähigkeiten gegenüber Hindenburg mehr und mehr die Rolle des intellektuellen Drahtziehers zu. Aufgrund dieser von ihnen so angestrebten Machtposition waren Hindenburg und Ludendorff wesentlich verantwortlich für alle militärischen Entscheidungen, obwohl laut Verfassung eigentlich der Kaiser oberster Militärbefehlshaber war, und trugen damit die Hauptschuld für die spätere militärische Niederlage des Deutschen Reichs.
So waren in der 3. Obersten Heeresleitung die Generalquartiermeister mit Generalleutnant Wilhelm Hahndorff (1858–1935) an der Spitze, die Generalstabsabteilungen – dazugehörend die Abteilung Fremde Heere ab 1917 unter Major Leopold von Rauch (1876–1955), die Abteilung Nachrichtendienst unter Oberst Walter Nicolai (1873–1947) – die Obersten Waffenbehörden und die Außenstellen der OHL mit dem Stellvertretenden Generalstab der Armee unter General Hugo von Freytag-Loringhoven (1855–1924) Ludendorff direkt unterstellt. Seit Mitte 1916 verfügte die Oberste Heeresleitung auch über eine Militärische Stelle des Auswärtigen Amtes unter Major Edwin von Stülpnagel (1876–1933), die in harter Konkurrenz zu der von Matthias Erzberger (1875–1921) bereits im Oktober 1914 geschaffenen „Zentralstelle für Auslandsdienst“ beim Auswärtigen Amt stand. In dieser Phase war Ludendorff ebenfalls an der Formulierung und Durchsetzung des sogenannten Hindenburg-Programms wesentlich beteiligt. Das von Hindenburg und ihm durchgesetzte „Hilfsdienstgesetz“ vom 5. Dezember 1916 sollte vor allem mit restriktiven Mitteln die Kriegswirtschaft insgesamt, die kriegsorientierte Subventionierung der Industrie, die Arbeitspflicht sichern, Massenstreiks verhindern und die Arbeiterschaft bei der Stange halten.
Als in der Reichsleitung diskutiert wurde, auf die britische Seeblockade mit einem uneingeschränkten U-Boot-Krieg gegen Großbritannien zu reagieren, lehnte Bethmann Hollweg die Führung eines Handelskriegs jenseits der Prisenordnung ab, weil auch amerikanische Schiffe davon betroffen seien und die USA deswegen in den Krieg eintreten würden. Ludendorff und Hindenburg jedoch setzten zusammen mit den Admiralen Reinhard Scheer und Henning von Holtzendorff gegen den expliziten Widerstand des Reichskanzlers den U-Boot-Krieg durch. In der Folge traten die USA tatsächlich, wie von Bethmann Hollweg befürchtet, auf Seiten der Alliierten in den Krieg ein. Diesen Kriegseintritt hatte Ludendorff durchaus einkalkuliert, jedoch angenommen, dass der Krieg noch vor Ankunft der militärisch noch schwachen amerikanischen Armee siegreich beendet werden könnte.

##### Ludendorff als „Diktator“
Die Macht Ludendorffs, des wahren Chefs der Dritten OHL, war seit Ende 1916 immer mehr gestiegen, während der „fügsame Hindenburg alles deckte und als Fassade für Ludendorffs diktatorische Manipulationen diente“. Die „stille Diktatur der OHL“ war auch durch die Schwäche Kaiser Wilhelms bedingt, der in den beiden letzten Kriegsjahren immer hilfloser agierte, was die Position der OHL stärkte. Eine offene Diktatur wäre für Ludendorff nachteilig gewesen, er brauchte einen Kanzler als „Blitzableiter“, als „Sündenbock“ für die Fehler und Unzulänglichkeiten der deutschen Politik. Bethmann Hollwegs Nachfolger Georg Michaelis und Georg von Hertling betrachteten sich selbst ganz bewusst „nur als Ludendorffs Gehilfen an der Heimatfront“. Die OHL unter Ludendorff hatte zeitweise die totale Autorität in allen Bereichen, sie war unter anderem für die Rücktritte von Bethmann Hollweg, Kriegsminister Adolf Wild von Hohenborn, Admiralstabschef Henning von Holtzendorff, Kabinettschef Rudolf von Valentini, Staatssekretär Richard von Kühlmann und Kanzler Georg Michaelis (1857–1936) verantwortlich.
Bereits ab Frühsommer 1917 entwickelte Ludendorff eine solche politische Aktivität, dass es fast schien, als hätte die OHL ein eigenes Außenministerium gebildet und der Generalstabschef unbegrenzt Zeit zur Bearbeitung politischer Fragen gehabt.
Bethmann Hollweg hätte sich notfalls mit einem Status-quo-Frieden abgefunden, weil die „Selbstbehauptung“ gegen die stärkstmögliche Koalition in Europa als Erfolg zu werten sei. Für Ludendorff hätte der Status quo bedeutet, „dass wir den Krieg verloren hätten“. Nur konnte der „General Ludendorff den Siegfrieden nicht liefern, den der Politiker Ludendorff verlangte“. Da für den kommenden Krieg angeblich Deutschlands Ausbau zur „Weltmacht“ nötig sei, wäre für Ludendorff die Rückkehr zum Status quo ein Abstieg gewesen, der zur politischen Bedeutungslosigkeit führen musste. Mit der Zielsetzung einer erheblichen Steigerung der Waffen- und Munitionsproduktion um 100 bis 200 Prozent erreichte Ludendorff 1917 eine Reorganisation der deutschen Volkswirtschaft durch Schaffung neuer – nur formal unterhalb des Kriegsministeriums angesiedelter – Zentralverwaltungen. Zustimmung fand diese Politik unter zahlreichen führenden Industriellen seiner Zeit, darunter Carl Duisberg (Bayer AG), Gustav Krupp von Bohlen und Halbach (Friedrich Krupp AG), Walther Rathenau (AEG) und Hugo Stinnes (RWE). Ludendorffs radikalste Forderungen, darunter Zwangsarbeit und Deportation von Bevölkerungsteilen aus besetzten Gebieten, die zwangsweise Verpflichtung von Arbeitskräften aus nicht kriegswichtigen Industrien (zum Beispiel Textilindustrie) in die Waffenindustrien sowie die weitgehende Zwangsverpflichtung von Frauen zur Industriearbeit stießen als solche, nicht in ihrer Zielsetzung, auf den Widerstand des Reichskanzlers Bethmann Hollweg, dessen Sturz Ludendorff schließlich erfolgreich betrieb.
Im Osten strebte Ludendorff sehr weitgehende Kriegsziele an, die noch über das im Friedensvertrag von Brest-Litowsk schließlich Erreichte hinausgingen; Ludendorff betrieb eine Abtrennung Estlands, Finnlands, Livlands und der Ukraine vom Russischen Reich und wollte die Armee bis Sankt Petersburg vorrücken lassen. In den abzutretenden Gebieten sollte deutsche Bevölkerung angesiedelt werden: „Hier gewinnen wir die Zuchtstätten für Menschen, die für weitere Kämpfe nach Osten nötig sind“, schrieb Ludendorff 1915. Zur Destabilisierung der russischen Regierung ermöglichte er einer Gruppe russischer Revolutionäre, darunter Lenin, in einem Zug aus der Schweiz über Deutschland nach Russland zu reisen.

##### Propagandabemühungen
Außer an militärstrategischen Fragen war Ludendorff besonders an der Rolle von Propaganda für die Kriegführung interessiert, wie er sie vom britischen Crewe House realisiert sah und deren Anfänge in die propagandistisch ausgeschlachtete Einnahme der belgischen Stadt Lüttich 1914 durch Ludendorff zurückreichten (landesweite Plakate über den Helden von Lüttich). Beeindruckt von der Moral der britischen Soldaten, gab Ludendorff eine Geheimdienststudie in Auftrag, die deren Gründe ermitteln sollte. Die Studie befand, dass der englische Humor dabei eine entscheidende Rolle spiele, was Ludendorff zu dem Bonmot „Was ist humour?“ verleitete. In der Folge versuchte er unter anderem, die Moral der deutschen Truppen durch ein unter den Soldaten verteiltes Buch über Humor zu heben.
Ludendorff beschränkte seine Propagandabemühungen aber nicht nur auf die traditionellen Medien. Er erkannte früh die Möglichkeiten des Films und richtete deshalb am 13. Januar 1917 das Bild- und Filmamt (Bufa) ein, eine Vorläuferorganisation der UFA. Leiter wurde Hans Maximilian von Haeften (1870–1937). Diese Behörde sollte auch im eigenen Land den Film für die psychologische Kriegsführung nutzbar machen. Die Pläne des Generalstabs und insbesondere Ludendorffs gingen jedoch weit über die Einrichtung des Bufa hinaus. Ihm schwebte ein großer Filmkonzern vor, vom Staat gesteuert und den nationalen Interessen dienend. In diesem Bestreben wurde am 18. Dezember 1917 in Berlin die Universum-Film AG (Ufa) gegründet, ein Zusammenschluss privater Filmfirmen, jedoch hälftig aus Reichsmitteln anfinanziert. Die Firma hatte ein Startkapital von sieben Millionen Mark, Beteiligungen daran hielten neben der Reichsregierung auch das Kriegsministerium und die Deutsche Bank.

##### Vom Sieg im Osten zum Scheitern im Westen
In der Frühjahrsoffensive 1918 wendete Ludendorff die von Oskar von Hutier 1917 erstmals erprobte Infiltrationstaktik an, die – in Verbindung mit den von Georg Bruchmüller schon Ende 1916 für die Artillerie erkannten modernen Methoden – erstmals seit Beginn des Grabenkriegs einen wirklichen Durchbruch und große operative Geländegewinne ermöglichten, und die die alliierten Gegner völlig überraschte. Dabei wurden lokale Erfolge bewusst ohne Rücksicht auf bedrohte Flanken zu schnellen Frontdurchbrüchen genutzt. Zu einem entscheidenden Sieg reichten diese Erfolge aber nicht, stattdessen ruinierte die „Alles-oder-Nichts-Offensive Hindenburgs und Ludendorffs vom Frühjahr 1918 […] die deutsche Armee und machte einen alliierten Sieg möglich, der sich ansonsten um mindestens ein Jahr verzögert hätte und möglicherweise überhaupt nicht hätte errungen werden können.“ Die Offensiven scheiterten trotz der taktischen Durchbrüche wegen fehlender strategischer Reserven des 1918 durch das Engagement in Osteuropa sowie durch Kriegsmüdigkeit, Hunger, Materialmangel und die Spanische Grippe geschwächten Heeres.
Am 24. März 1918 wurde Ludendorff aufgrund seiner Verdienste – als einem von fünf Offizieren des Ersten Weltkrieges – das Großkreuz des Eisernen Kreuzes verliehen. Er erhielt außerdem die bedeutendsten Orden der Bundesstaaten, so etwa die Großkreuze des bayerischen Militär-Max-Joseph-Ordens sowie des sächsischen Militär-St.-Heinrichs-Ordens. Die neu erbaute Rheinbrücke zwischen Remagen und Erpel wurde am 1. Mai 1918 auf den Namen Ludendorff-Brücke getauft.

#### Abstieg aus dem inneren Machtzirkel

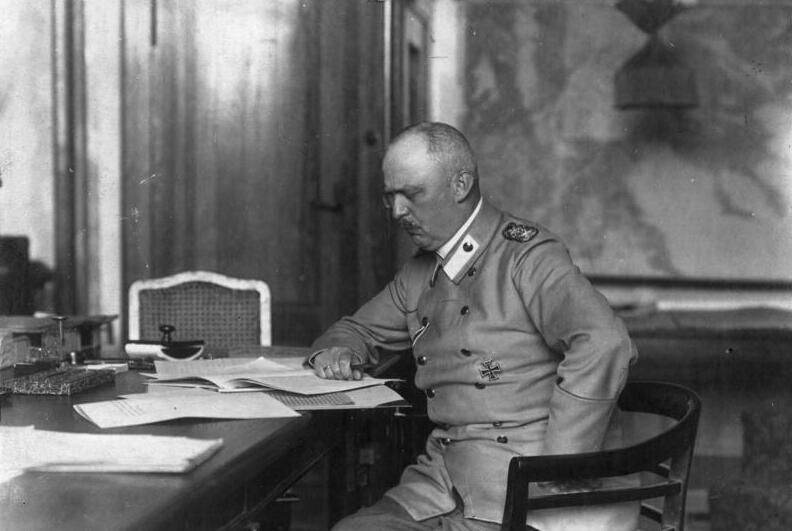
Ludendorff in seinem Arbeitszimmer im Großen Hauptquartier, 1918

Angesichts des bulgarischen Waffenstillstandsgesuchs und des Durchbruchs durch die Siegfriedstellung, der britischen Divisionen gelungen war, sprach sich Ludendorff am 29. September 1918 auf einem Zusammentreffen der Heeresleitung mit dem Kaiser in Spa für ein sofortiges Waffenstillstandsangebot an US-Präsident Wilson und – aus taktischen Gründen – für eine Parlamentarisierung der Regierung aus. Die genauen Umstände dieses Sinneswandels sind bis heute strittig, insbesondere, ob es sich um eine Affekthandlung oder um ein machiavellistisches Kalkül Ludendorffs handelte. Unstrittig ist, dass diese Entscheidung ein Wendepunkt zur Einführung der Republik und ein Eingeständnis der militärischen Niederlage war. Zivile, insbesondere sozialdemokratische Politiker sollten damit die Verantwortung für die Beendigung des Krieges übernehmen; hierin lag der Keim für die Dolchstoßlegende. Gerd Krumeich hält es für denkbar, dass Ludendorff gar keinen Waffenstillstand im Sinne einer Beendigung des Krieges im Sinn hatte, sondern lediglich eine Waffenruhe im Sinne einer Feuerpause, nach der er naiverweise glaubte, das mit neuen Kräften verstärkte Heer würde den Kampf wieder aufnehmen können.
Mit der Regierungsübernahme durch Max von Baden Anfang Oktober 1918 schwand Ludendorffs Einfluss auf die deutsche Politik rasch; alle folgenden Differenzen mit dem Reichskanzler wurden zugunsten des Letzteren entschieden. Friedrich Graf von der Schulenburg nutzte die Tatsache, dass Ludendorff de facto das deutsche Waffenstillstandsgesuch eingeleitet hatte, um ihn unter Druck zu setzen. Am 23. Oktober verlangte Wilson in seiner dritten Note über den bisher vereinbarten Rückzug der deutschen Heere aus den besetzten Gebieten sowie die Einstellung des U-Boot-Krieges hinaus den inneren Umbau des Deutschen Reiches und Maßnahmen, die eine deutsche Wiederaufnahme der Kampfhandlungen unmöglich machen sollten. Ludendorff, der einen Waffenstillstand angestrebt und „die politischen und militärischen Konsequenzen seiner plötzlichen Entscheidung auch nicht im Ansatz mitbedacht hatte“, sah sich nun der Forderung nach einer deutschen Kapitulation gegenüber, die er rundweg ablehnte. An dieser Stelle wollte er daher weitere Verhandlungen abbrechen und forderte in eklatantem Widerspruch zu seinen vorherigen Schritten eine Fortsetzung des „Widerstands mit äußersten Kräften“. Die inzwischen amtierende Regierung Max von Baden trug diesen Kurs jedoch nicht mit. Am 26. Oktober 1918 wurde Ludendorff – für ihn überraschend – auf Verlangen des Reichskanzlers, formell jedoch auf eigenen Wunsch hin, im Schloss Bellevue durch den Kaiser entlassen. Ludendorff war zusammen mit Hindenburg zum Schloss Bellevue gefahren und hatte nach einem Wortgefecht mit dem Staatsoberhaupt das Besprechungszimmer verlassen. Er wartete im Vorzimmer auf Hindenburg in der Annahme, dass dieser ebenfalls um Demission gebeten habe. Als dieser herauskam, ohne verabschiedet worden zu sein, verweigerte Ludendorff die gemeinsame Rückfahrt zum Generalstabsgebäude mit den Worten: „Ich habe nichts mehr mit Ihnen zu tun“. Der Vorgang im Schloss Bellevue markiert – so der Historiker Manfred Nebelin – die Rückgewinnung des seit dem Sturz des Reichskanzlers Bethmann Hollweg völlig verloren gegangenen Primats der Politik über das Militärische. Zu Beginn der Novemberrevolution plante Ludendorff erst, sich in das militärische Hauptquartier nach Kassel-Wilhelmshöhe zu begeben, was jedoch durch den „entsetzten“ Kriegsminister Schëuch nicht akzeptiert wurde. Nach einigem Umherziehen – u. a. kam er in der Wohnung eines Freundes seines Adjutanten in Berlin-Wilmersdorf unter – floh er unter falschem Namen (Ernst Lindström, damit er nicht durch die Initialen E. L. auf Gepäck und Gebrauchsgegenständen verraten würde) mit einem finnischen Diplomatenpass über Kopenhagen nach Schweden. Seine Frau versuchte vergeblich, ihn davon abzuhalten, da sie seine öffentliche Entwürdigung befürchtete. Kurt Tucholsky kritisierte Ludendorff 1920 als Versager und schlechten, verantwortungslosen Führer. In seinem Roman Schloß Gripsholm empfahl er den Lesern spöttisch Ludendorffs Lieblingsrestaurant in Kopenhagen.

### Kampf gegen die Weimarer Republik

#### Dolchstoßlegende
Ende Februar 1919 kehrte Ludendorff nach Deutschland zurück und machte sich daran, die Dolchstoßlegende zu verbreiten. So behauptete er, General Neill Malcolm, Chef der britischen Militärmission in Berlin, hätte die Formulierung „bald nach dem Waffenstillstand“ im Gespräch mit ihm geprägt. Das kann nicht stimmen, da sich Ludendorff zur angegebenen Zeit in Schweden aufhielt. 1922 baute er die Legende in seiner Schrift Kriegführung und Politik zu einer vollständigen Verschwörungstheorie aus. Er behauptete, die Niederlage von 1918 sei das Ergebnis einer jahrelangen Kampagne von Sozialisten und Pazifisten gewesen, die gemäß Lenins Strategie des „revolutionären Defätismus“ gehandelt hätten: Ausgerechnet in dem Augenblick, als ein starker Staat nötig gewesen wäre, hätten sie die Macht ergriffen, um Frieden zu schließen. Dies steht in diametralem Gegensatz zu seiner Erklärung vom 29. Oktober 1918, das deutsche Heer sei „am Ende“, womit er die Notwendigkeit, um Waffenstillstand zu bitten, mit der militärischen Niederlage begründet hatte, nicht mit dem Versagen der Heimatfront oder einer sozialistischen Verschwörung.

#### Hitler-Ludendorff-Putsch und Folgezeit

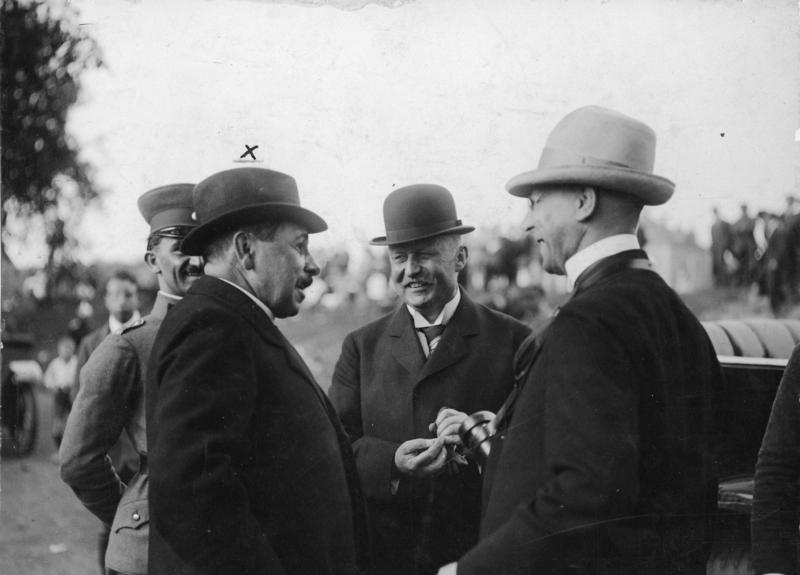
Ludendorff (Mitte) mit Gustav von Kahr (angekreuzt), der später bei der Niederschlagung des Hitler-Ludendorff-Putsches eine Rolle spielte (1921)

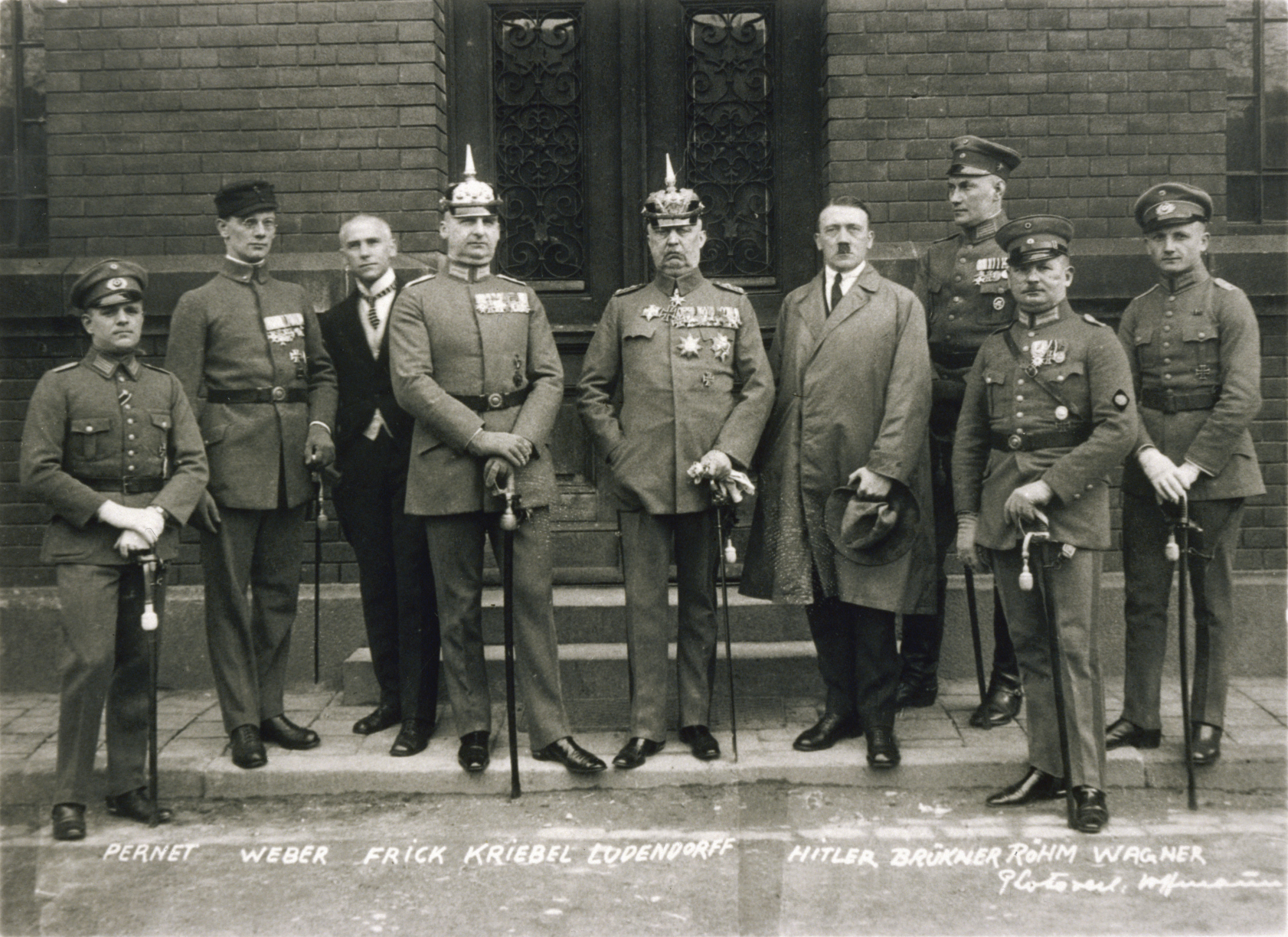
Hauptangeklagte des Hitler-Ludendorff-Prozesses, 1. April 1924

Über Max Erwin von Scheubner-Richter lernte Ludendorff Adolf Hitler kennen, an dem er zunächst kein näheres Interesse zeigte, da dieser sich als ehemaliger Gefreiter im Dienstrang weit unter ihm befand. Doch lässt sich bereits ab 1920, hier noch ein recht vorsichtiges Annähern, aber zunehmend stärkeres politisches Zusammengehen Ludendorffs mit Hitler erkennen. In der Nacht zum 9. November 1923 nahm Ludendorff am Hitlerputsch in München teil. Hitler betrachtete ihn zu dieser Zeit als Führer der rechtsradikalen Kräfte. Sein Plan sah im Falle eines erfolgreichen Putschverlaufs vor, Ludendorff den Marsch auf Berlin anführen zu lassen. Der Putschversuch schlug jedoch fehl; Ludendorff wurde im folgenden Prozess trotz des schwerwiegenden Belastungsmaterials auf Grund seiner angeblichen Verdienste im Ersten Weltkrieg freigesprochen. Das Verhältnis zu Hitler, der zur Festungshaft in Landsberg verurteilt wurde, verschlechterte sich Anfang 1924 zusehends, vor allem deshalb, da Hitler sich nun selbst zum Führer der Nationalsozialisten berufen sah. Ludendorff verachtete Hitler, dem er „Desertion“ am 9. November vorwarf. Stark antiklerikale Ansichten vertretend, entfernte er sich außerdem von Hitler aufgrund dessen pragmatischen Kurses im Verhältnis zur katholischen Kirche. Hitler beschuldigte Ludendorff im Gegenzug, die völkische Bewegung mit der Deutschgläubigkeit zu spalten.
Ludendorff übernahm derweil gemeinsam mit Gregor Strasser und Albrecht von Graefe die Führung der Deutschvölkischen Freiheitspartei (DVFP), einer der völkischen Splittergruppen mit antisemitischem Leitmotiv, die das Erbe der nach dem Hitlerputsch vorübergehend verbotenen NSDAP antreten wollte.
Von 1924 bis 1928 saß Ludendorff als Abgeordneter für die nach dem NSDAP-Verbot als Nationalsozialistische Freiheitspartei entstandene Listenverbindung von NSDAP und DVFP im Reichstag. Albrecht von Graefe hatte er zu seinem Vertrauten und Fraktionsvorsitzenden erklärt. Bei der Reichspräsidentenwahl am 29. März 1925 ließ er sich als Kandidat der Völkischen nominieren. Hitler war zu diesem Zeitpunkt noch kein deutscher Staatsbürger und konnte so nicht selbst antreten; die Nationalsozialisten unterstützten indes stillschweigend Ludendorff im ersten Wahlgang, in dem er aber lediglich 1,1 Prozent der Stimmen erlangte. Nachdem Hitler, mit dessen Unterstützung er gerechnet hatte, seine Anhänger dazu aufgefordert hatte, für Hindenburg zu stimmen, trat Ludendorff im zweiten Wahlgang nicht mehr an. Ludendorffs blamables Ergebnis hatte zur Folge, dass Hitler von nun an der unumstrittene Führer der Rechtsradikalen in der Weimarer Republik wurde.

#### Verschwörungstheorien und kabbalistische Geschichtsdeutung
Ludendorff zog sich nach diesem Ergebnis aus der Parteipolitik zurück. Das Scheitern seiner geplanten Karriere als Reichspräsident jedoch erklärte er mit dem „Wirken überstaatlicher Mächte“. Damit gemeint waren der Jesuitenorden, die „Rom-Kirche“, die Freimaurerei, die kommunistische Internationale, das Umfeld um den tibetischen Dalai Lama (als dessen Beauftragten er 1937 Josef Stalin verdächtigte) und vor allem das Weltjudentum. Diese hätten sich, so wähnte Ludendorff, zusammengetan, um Deutschland zu demütigen und zu „knechten“. Ihr Ziel sei letztlich die Weltherrschaft. Zu diesem Zweck hätten sie unter anderem schon 1914 das Attentat von Sarajevo inszeniert, die russische Revolution, den Kriegseintritt der USA, die Novemberrevolution und den Versailler Vertrag. Dieser verschwörungstheoretische Zug zeigte sich in Ludendorffs Denken erst nach dem Ende des Ersten Weltkriegs. Zuvor scheint er nur Meinungen vertreten zu haben, wie sie für einen protestantischen Offizier im Kaiserreich erwartbar waren. Ludendorffs Radikalisierung begann mit einigen antimasonischen Bemerkungen in seinen Kriegserinnerungen und nahm nach dem Hitlerputsch immer deutlicher antikatholische Züge an.
Forum für diese Verschwörungstheorien bot ihm der politische Ziele verfolgende Tannenbergbund. Ursprünglich hatten Ludendorff und Konstantin Hierl diese Organisation 1925 als Dachverband völkischer Kräfte mit gegründet, um kleinere Organisationen, aus anderen konservativen und rechtsnationalen Vereinen ausgestoßene Völkische sowie Reste der verbotenen NSDAP zu sammeln. Unter dem Einfluss von Ludendorffs zweiter Frau Mathilde entwickelte sich der Bund aber zu einer esoterischen Gruppierung, in der zunehmend antichristliches Gedankengut vertreten und an die Stelle des Christentums die Philosophie Mathilde Ludendorffs gestellt wurde. In den späteren Veröffentlichungen des Tannenbergbundes konstruierte Ludendorff nicht nur weitere Verschwörungstheorien, sondern vermutete kabbalistische Hintergründe bei bestimmten Geschichtsdaten: Da die Zahlen 10 und 5 als kabbalistische Zahlwerte der ersten beiden Buchstaben des Gottesnamens JHWH den Juden heilig sind, müsse der nächste Weltkrieg, der von ihnen ausgelöst würde, am 1. Mai 1932 oder 1941 beginnen, denn die Zahlen 1932 und 1941 haben als Quersumme 15. Ludendorff und seine zweite Frau verbanden mit ihren antisemitischen Ausfällen gegen angebliche jüdische Komplotte meist keine direkten politischen Forderungen und riefen auch nie zu direkten Aktionen gegen Juden auf. Sie äußerten vielmehr, wenn sich das deutsche Volk zur germanischen „Gotterkenntnis“ hinwende, werde es dadurch gleichsam automatisch „erneuert“. Nach Bettina Amm verbreiteten sie in ihren Schriften „so massiv[e], beängstigend[e] und bedrohlich[e]“ Anschuldigungen gegen Juden, dass die implizite logische Schlussfolgerung daraus konkrete antisemitische Aktionen gewesen seien.
Die Ludendorffs veröffentlichten ihre Pamphlete in ihrem eigenen Verlag, der sich bald zu einem profitablen mittelständischen Unternehmen auswuchs, in dem auch andere rechte Autoren wie Ernst Jünger publizierten. Bei Teilen der deutschen Bevölkerung stießen Ludendorffs Veröffentlichungen auf Resonanz, was zu seiner Radikalisierung beitrug: Um die Nachfrage zu befriedigen, verfasste er immer mehr und immer ausgefallenere Konfabulationen. Insgesamt veröffentlichte er von 1919 bis 1937 mehr als 600 Zeitschriftenartikel und Bücher. Ludendorff stilisierte sich darin zum Nationalhelden, der zumindest metaphorisch durch eine Verschwörung von Juden und Freimaurern gestürzt worden sei. Er blieb weiter eine wichtige Symbolfigur für die völkische Bewegung, aber auch für den hegemonialen Antisemitismus. Anlässlich seines 60. Geburtstages 1925 lobte das Göttinger Tageblatt beispielsweise Ludendorffs Kampf gegen das Judentum.
Die meisten völkischen Kräfte, insbesondere auch die meisten Nationalsozialisten, die ansonsten Verschwörungstheorien wie den Protokollen der Weisen von Zion nicht abgeneigt waren, teilten die Ideen des ehemaligen Kampfgenossen jedoch nicht in vollem Umfang. Alfred Rosenberg vermutete, der ehemalige Generalquartiermeister sei psychotisch geworden. Joseph Goebbels notierte 1937 über Mathilde Ludendorff in sein Tagebuch: „Diese Frau ist sein böser Geist.“ Bereits am 5. Februar 1927 war ein Rundschreiben an alle Gauleitungen der NSDAP ergangen, das parteioffiziell feststellte:

„Exz. Ludendorff ist nicht Mitglied der N.S.D.A.P. und hat deshalb auf diese keinerlei Einfluß. Dasselbe gilt von den Exz. Ludendorff nahestehenden, im Tannenbergbund zusammengeschlossenen Wehrverbänden.“

Der nationalsozialistische Physiker Johannes Stark konstatierte, dass sich das „positive Christentum“, zu dem sich die NSDAP in ihrem Parteiprogramm bekannte, nicht mit Ludendorffs antikatholischen Polemiken vereinbaren ließe. Hitler äußerte 1927 auf einer öffentlichen Veranstaltung in Regensburg sogar die Vermutung, Ludendorff sei selbst Mitglied einer Loge.
Der Nationalsozialismus blieb in seiner Ablehnung der ludendorffschen Ideen innerhalb der völkischen Bewegung nicht allein. Der Landesbischof der Evangelisch-Lutherischen Landeskirche Mecklenburgs Heinrich Rendtorff und die führenden protestantischen Theologen sowie einige konservative Publizisten bekämpften Ludendorffs Ideen in der völkisch orientierten Zeitschrift Glaube und Volk.
Wegen dieser Ideen ist über Ludendorffs geistigen Gesundheitszustand spekuliert worden. Der deutsche Journalist Winfried Martini spottete 1949 über Ludendorffs „germanisch-depressives Irresein“. Der Historiker David Nicholls nennt Ludendorffs Ansichten „bizarr und paranoid, sogar nach Nazi-Maßstäben“. Der amerikanische Historiker Barry A. Jackisch fühlt sich durch sie an den „paranoiden Stil“ erinnert, den Richard Hofstadter der amerikanischen Gesellschaft diagnostizierte: Dieser sei keine individuelle Geisteskrankheit, sondern die habitualisierte Neigung einer Gruppe, eines Milieus oder einer Gesellschaft, alle widrigen Ereignisse mit dem Wirken böswilliger Verschwörer zu erklären. Ernst Piper rückt Ludendorffs „paranoide Verschwörungstheorien“, die wegen seines Ruhms ein fatal weites Echo gefunden hätten, in die Nähe seiner „Unfähigkeit zu trauern“, in dem Sinne, dass er unfähig gewesen sei, sich zu der militärischen Niederlage Deutschlands im Ersten Weltkrieg zu bekennen. Auch sein Biograph Manfred Nebelin macht darauf aufmerksam, dass Ludendorff wiederholt „als partiell unzurechnungsfähig oder gar paranoid angesehen“ wird, letztlich müsse aber „die Beschäftigung mit seiner in der Tat mancherlei ‚Rätsel‘ aufgebenden Persönlichkeit im wesentlichen der Psychologie vorbehalten bleiben“.

### Letzte Jahre und Tod

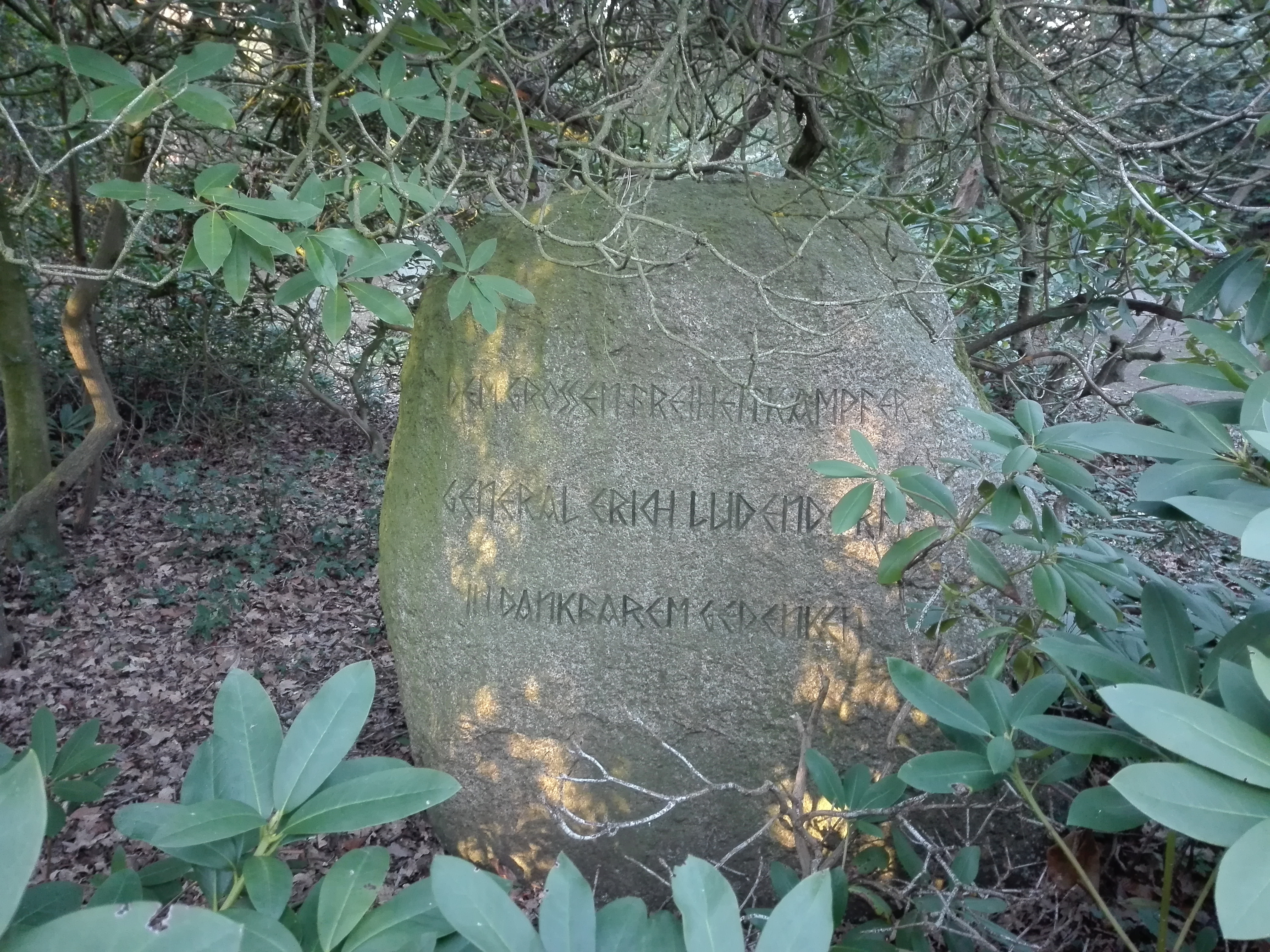
Gedenkstein für Erich Ludendorff in der Ahnenstätte Hilligenloh bei Hude

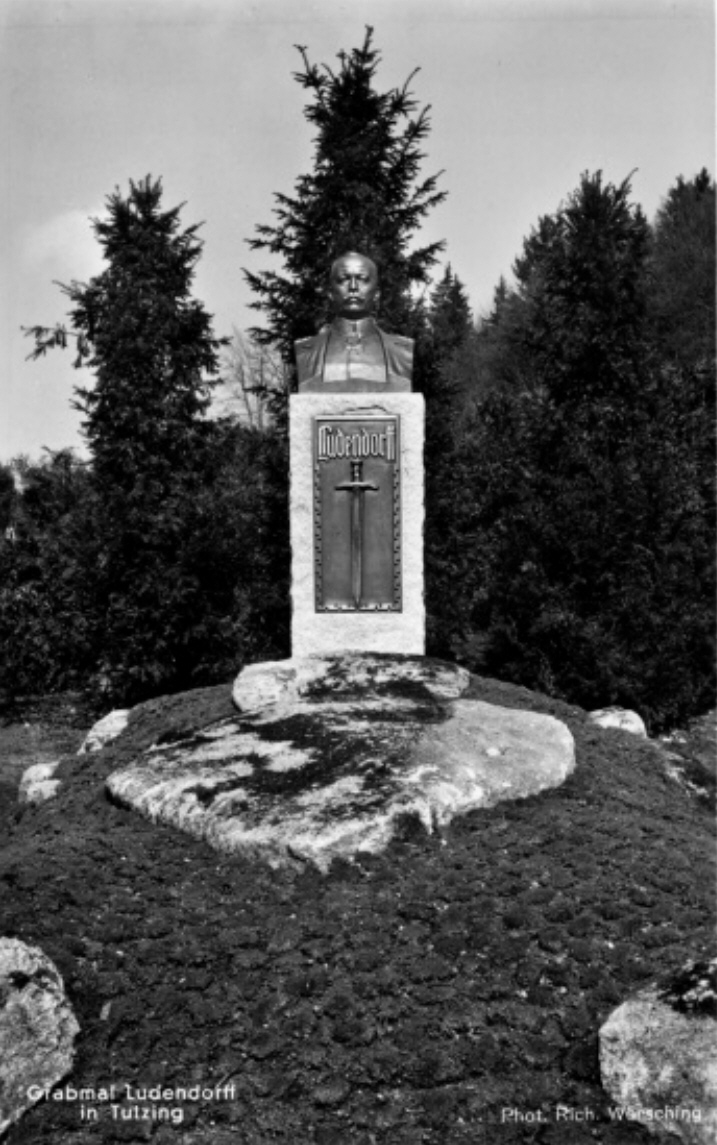
Ludendorffs Grab

Ab 1927 begann Ludendorff, auch den Faschismus und Nationalsozialismus als ausführenden Teil der „überstaatlichen Mächte“ zu betrachten, von denen er Deutschland verfolgt sah. Seine Publizistik richtete sich nun ebenso gegen Hitler und die NSDAP, denen er zum Beispiel vorwarf, die Deutschen an den Papst verraten zu wollen. Je schädlicher Ludendorff die Politik des Reichspräsidenten von Hindenburg erachtete, desto mehr bereute er es, nicht früher öffentlich gemacht zu haben, dass Hindenburg selbst keinerlei Anteil an den militärischen Leistungen des Duumvirats Hindenburg-Ludendorff im Ersten Weltkrieg gehabt habe. 1927 trat Ludendorff aus der Kirche aus.
Ludendorff und seine Frau griffen auch nach der Machtergreifung der Nationalsozialisten 1933 die NSDAP und Hitler scharf an. In ihrem antisemitischen Verschwörungsglauben warfen sie nun sogar Hitler vor, zu wenig gegen die angebliche Bedrohung durch das Weltjudentum zu tun. Daraufhin wurden von Nationalsozialisten bei Ludendorff-Buchhandlungen die Scheiben eingeschlagen, Veranstaltungen der Ludendorff-Bewegung wurden gesprengt, Anhänger des Tannenbergbundes wurden misshandelt. Ende 1933 wurden der Tannenbergbund mit seinen angeschlossenen Organisationen und die Zeitschrift Ludendorffs Volkswarte verboten. Nur die Zeitschrift Am heiligen Quell Deutscher Kraft durfte bis 1939 weiter erscheinen. Ebenso unangetastet blieb auch der von 1931 bis zu seiner letzten Veröffentlichung 1940 von Mathilde Ludendorff geführte Ludendorffs Verlag. Aus dem Jahr 1933 sind viele Telegramme Ludendorffs an Reichspräsident Hindenburg überliefert, in denen er sich empört über die Misshandlung seiner Anhänger äußerte. Häufig wird ein Brief Ludendorffs an Hindenburg vom 1. Februar 1933 zitiert, in dem er ihm prophezeit haben soll, dass Hitler „unser Reich in den Abgrund stoßen, unsere Nation in unfaßliches Elend bringen“ werde; kommende Generationen würden Hindenburg „verfluchen in Ihrem Grabe, daß Sie das getan haben“ (gemeint ist die Ernennung Hitlers zum Reichskanzler). Eine solche Prophezeiung lässt sich in den überlieferten Quellen nicht nachweisen; sie gilt als Legende, die auf Erinnerungsfehlern in den 1953 erschienenen Memoiren von Hans Frank beruht.
Nach den Verboten schlug Ludendorff moderatere Töne an. Da die Nationalsozialisten ihn als Helden des Weltkrieges und der „Kampfzeit“ verehrten, blieb das Ehepaar Ludendorff persönlich unbehelligt. Nach Hindenburgs Tod 1934 versuchten sie, sich mit Ludendorff auszusöhnen und ihn als nationale Identifikationsfigur aufzubauen. Zugleich äußerte auch die Reichswehr-Führung ein großes Interesse daran, ihn als ein Gegengewicht zu Hitler stärker ins Spiel zu bringen. Hitlers Angebot, ihn zum Generalfeldmarschall zu ernennen und ihm ein Rittergut zu schenken, lehnte Ludendorff brüsk ab, da er von einem Gefreiten nicht den Feldmarschallstitel bekommen wollte. Schließlich kam es am 30. März 1937 zu einer Aussprache zwischen Hitler und Ludendorff, auf die dieser nur unter der Bedingung eingegangen war, dass der Bund für Deutsche Gotterkenntnis wieder öffentlich arbeiten dürfe. Als „Deutsche Gotterkenntnis (L)“ wurde der Bund daraufhin gleichberechtigt zu den christlichen als Religionsgemeinschaft staatlich zugelassen.
Am 20. Dezember 1937 starb Ludendorff im Münchner Josephinum-Krankenhaus an Leberkrebs. Die nationalsozialistische Regierung ehrte ihn gegen seinen ausdrücklichen Willen und den seiner Ehefrau mit einem Staatsakt am 22. Dezember 1937 in München, beigesetzt wurde er am selben Tag auf dem Neuen Friedhof in Tutzing. Seine Grabstätte mit einer Bronzebüste von Ludwig Manzel steht unter Denkmalschutz. Ludendorffs Nachkommen wurden 1941 mit einer Dotation an Grundbesitz im Wert von 1.612.000 Reichsmark bedacht. Im Jahr 2010 wurde auch sein letztes Wohnhaus in Tutzing unter Denkmalschutz gestellt. Die dortige Gedenkstätte verfügt über das Ludendorff-Archiv. Sein Nachlass befindet sich im Bundesarchiv.

## Einfluss auf die Nachwelt
Obwohl Ludendorff in seinem 1935 erschienenen Pamphlet Der totale Krieg eines der nachhaltigsten Stichwörter der nationalsozialistischen Regierungsideologie geliefert hatte, wich Hitlers Militärstrategie im totalen Krieg deutlich von den Überlegungen Ludendorffs ab. Anders als Ludendorff, der basierend auf der Dolchstoßlegende dem Militär sämtliche Verfügungsgewalt überlassen wollte, sah Hitler den Krieg als national-politisch an. Hierdurch gewann der Krieg an Grausamkeit, die weder der Ideologie Ludendorffs unterlag noch der seines geistigen Antipoden Carl von Clausewitz, dessen Werk Ludendorff als überholt betrachtete.

## Schriften (Auswahl)
- Meine Kriegserinnerungen 1914–1918. Mittler & Sohn, Berlin 1919 (Digitalisat); 9. durchgesehene Auflage Mittler & Sohn, Berlin 1926 [auch als gekürzte Volksausgabe: 2. Auflage Mittler & Sohn, Berlin 1936].
- (Hrsg.): Urkunden der Obersten Heeresleitung über ihre Tätigkeit 1916/18. Mittler & Sohn, Berlin 1920; 2. durchgesehene und ergänzte Auflage Mittler & Sohn, Berlin 1921; 4. durchgesehene Auflage Mittler & Sohn, Berlin 1922.
- Kriegführung und Politik. Mittler & Sohn, Berlin 1922; 3. durchgesehene Auflage Mittler & Sohn, Berlin 1923.
- Vernichtung der Freimaurerei durch Enthüllung ihrer Geheimnisse. Ludendorffs Verlag, München 1927.
- Kriegshetze und Völkermorden in den letzten 150 Jahren. Ludendorffs Verlag, München 1928.
- mit Mathilde Ludendorff: Das Geheimnis der Jesuitenmacht und ihr Ende. Ludendorffs Verlag, München 1929.
- Weltkrieg droht auf deutschem Boden. Ludendorffs Verlag, München 1930.
- Mein militärischer Werdegang. Blätter der Erinnerung an unser stolzes Heer. Ludendorffs Verlag, München 1933.
- Eine Auswahl aus den militärischen Schriften. Quelle & Meyer, Leipzig 1935.
- Der totale Krieg. Ludendorffs Verlag, München 1935.
- mit Mitarbeitern: Mathilde Ludendorff – ihr Werk und Wirken. Ludendorffs Verlag, München 1937.
- Auf dem Weg zur Feldherrnhalle. Lebenserinnerungen an die Zeit des 9. November 1923. Ludendorffs Verlag, München 1937.
- mit Mathilde Ludendorff: Die Judenmacht. Ihr Wesen und Ende. Ludendorffs Verlag, München 1939.
- Vom Feldherrn zum Weltrevolutionär und Wegbereiter deutscher Volksschöpfung.
  - Band 1: Meine Lebenserinnerungen von 1919–1925. 12.–16. Tausend, Ludendorffs Verlag, München 1941.
  - Band 2: Franz Freiherr Karg von Bebenburg (Hrsg.): Meine Lebenserinnerungen von 1926–1933. 3. Auflage, Verlag Hohe Warte, Stuttgart 1951.
  - Band 3: Franz Freiherr Karg von Bebenburg (Hrsg.): Meine Lebenserinnerungen von 1933–1937. Verlag Hohe Warte, Stuttgart 1955.

## Filme
- Der Große Deutsche Tag in Halle am 10. und 11. Mai 1924. Max Künzel, U. T. Lichtspiele, Leipzig (verboten 1926).
- In Wolfgang Schleifs Fernsehfilm Bürgerkrieg in Rußland (ZDF 1967/68) wird Ludendorff durch Otto Stern dargestellt.
- Die Figur des Erich Ludendorff, gespielt von Danny Huston, erlangt im Kinofilm Wonder Woman aus dem Jahr 2017 übermenschliche Stärke durch das Inhalieren von Chemikalien.